# 模里西斯鎧甲蝦
模里西斯鎧甲蝦（学名：Galathea mauritiana）为鎧甲蝦科鎧甲蝦屬下的一个种。